# Hayley Wolff
Hayley Wolff (ur. w 1964) – amerykańska narciarka, specjalistka narciarstwa dowolnego. Jej największym sukcesem jest srebrny medal w jeździe po muldach wywalczony podczas mistrzostw świata w Tignes. Nigdy nie startowała na igrzyskach olimpijskich. Najlepsze wyniki w Pucharze Świata osiągnęła w sezonie 1981/1982, kiedy to zajęła trzecie miejsce w klasyfikacji generalnej oraz w klasyfikacji kombinacji, a w klasyfikacji jazdy po muldach była druga. W klasyfikacji jazdy po muldach była pierwsza w sezonie 1982/1983, a w sezonach 1983/1984 i 1984/1985 była druga.
W 1989 r. zakończyła karierę.

## Osiągnięcia

### Mistrzostwa świata
| Miejsce | Dzień    | Rok  | Miejscowość | Konkurencja      | Zwyciężczyni   |
| ------- | -------- | ---- | ----------- | ---------------- | -------------- |
| 2.      | 2 lutego | 1986 | Tignes      | Jazda po muldach | Mary-Jo Tiampo |

### Puchar Świata

#### Miejsca w klasyfikacji generalnej
- sezon 1980/1981: 9.
- sezon 1981/1982: 3.
- sezon 1982/1983: 4.
- sezon 1983/1984: 13.
- sezon 1984/1985: 9.
- sezon 1985/1986: 15.
- sezon 1986/1987: 15.
- sezon 1987/1988: 30.
- sezon 1988/1989: 55.

#### Miejsca na podium
1. Oberjoch – 15 lutego 1981 (skoki akrobatyczne) – 3. miejsce
2. Poconos – 8 marca 1981 (skoki akrobatyczne) – 3. miejsce
3. Whistler Blackcomb – 10 stycznia 1982 (kombinacja) – 2. miejsce
4. Whistler Blackcomb – 10 stycznia 1982 (skoki akrobatyczne) – 2. miejsce
5. Sugarbush – 29 stycznia 1982 (jazda po muldach) – 3. miejsce
6. Morin Heights – 31 stycznia 1982 (kombinacja) – 2. miejsce
7. Morin Heights – 31 stycznia 1982 (skoki akrobatyczne) – 3. miejsce
8. Mont-Sainte-Anne – 4 lutego 1982 (kombinacja) – 3. miejsce
9. Mont-Sainte-Anne – 7 lutego 1982 (kombinacja) – 3. miejsce
10. Sella Nevea – 28 lutego 1982 (kombinacja) – 3. miejsce
11. Adelboden – 5 marca 1982 (jazda po muldach) – 3. miejsce
12. Adelboden – 7 marca 1982 (kombinacja) – 3. miejsce
13. Oberjoch – 21 marca 1982 (kombinacja) – 2. miejsce
14. Oberjoch – 21 marca 1982 (jazda po muldach) – 1. miejsce
15. Tignes – 19 stycznia 1983 (jazda po muldach) – 1. miejsce
16. Tignes – 21 stycznia 1983 (kombinacja) – 3. miejsce
17. Tignes – 22 stycznia 1983 (kombinacja) – 3. miejsce
18. Livigno – 3 lutego 1983 (jazda po muldach) – 1. miejsce
19. Livigno – 5 lutego 1983 (jazda po muldach) – 1. miejsce
20. Ravascletto – 13 lutego 1983 (kombinacja) – 3. miejsce
21. Angel Fire – 16 marca 1983 (jazda po muldach) – 3. miejsce
22. Breckenridge – 20 stycznia 1984 (jazda po muldach) – 1. miejsce
23. Göstling – 27 lutego 1984 (jazda po muldach) – 2. miejsce
24. Oberjoch – 2 marca 1984 (jazda po muldach) – 3. miejsce
25. Campitello Matese – 11 marca 1984 (jazda po muldach) – 2. miejsce
26. Sälen – 21 marca 1984 (jazda po muldach) – 2. miejsce
27. Mont Gabriel – 11 stycznia 1985 (jazda po muldach) – 1. miejsce
28. Breckenridge – 26 stycznia 1985 (jazda po muldach) – 1. miejsce
29. Pra Loup – 3 lutego 1985 (jazda po muldach) – 2. miejsce
30. Oberjoch – 2 marca 1985 (jazda po muldach) – 3. miejsce
31. La Clusaz – 16 marca 1985 (jazda po muldach) – 1. miejsce
32. Tignes – 12 grudnia 1985 (jazda po muldach) – 2. miejsce
33. Breckenridge – 25 stycznia 1986 (jazda po muldach) – 2. miejsce
34. Tignes – 9 grudnia 1986 (jazda po muldach) – 3. miejsce
35. Mont Gabriel – 10 stycznia 1987 (jazda po muldach) – 1. miejsce
36. Lake Placid – 16 stycznia 1987 (jazda po muldach) – 3. miejsce
37. La Clusaz – 23 marca 1987 (jazda po muldach) – 3. miejsce
38. Tignes – 11 grudnia 1987 (jazda po muldach) – 3. miejsce

- W sumie 9 zwycięstw, 10 drugich i 19 trzecich miejsc.